# Tataarse Autonome Socialistische Sovjetrepubliek
De Tataarse Autonome Socialistische Sovjetrepubliek (Russisch: Татарская Автономная Социалистическая Советская Республика of Tataarse ASSR (Russisch: Татарская АССР) was een Autonome socialistische sovjetrepubliek van de Sovjet-Unie.
De Tataarse Autonome Socialistische Sovjetrepubliek ontstond in 1920 uit de republiek Idel-Oeral. De Tataarse Autonome Socialistische Sovjetrepubliek werd in 1990 hernoemd tot de Tataarse Socialistische Sovjetrepubliek die niet erkend werd en in 1992 werd de autonome republiek Tatarije onderdeel van de Russische Federatie.